# 大谷昌子
大谷 昌子（おおたに まさこ、9月8日 - ）は、日本のフリーアナウンサー。大阪府出身。

## 略歴・人物
幼少時は家族とともに豊中市→三島郡島本町→吹田市と転居している。高校卒業間近の1978年に膝を痛めて長期入院、高校の卒業証書は病院のベッドの上で受け取った。京都外国語大学フランス語学科進学後、母親が娘を元気づけようとしてこっそりテレビのニュース番組のアシスタントオーディションに書類と写真を送ったところ、毎日放送の朝のニュース番組『MBSニュースコール』の関係者の目に留まり、大学在学時から同番組のお天気キャスター担当として出演するようになり、マスコミ界に入った。大学在学時には、篠山紀信撮影の週刊朝日の表紙にも登場している。
その後、読売テレビのバラエティ番組『おもしろサンデー』で1年間初代フレッシュリポーターを務めた。1年のブランクを経て同番組にレギュラーリポーターとして復帰し、主に関西各局のテレビ、ラジオで活動。

趣味は読書、スポーツ観戦、マリンスポーツなど。20代の頃は年に1～2回は沖縄の海に潜りに行っていたという。高校生時代はバスケットボール部で活動。スポーツはスキー以外なら何でもこなしたという（1987年当時）。
さまざまなシーンでの司会、講演、コミュニケーションに特化したビジネスマナー講師として活躍。

## 出演

### テレビ
- MBSニュースコール（毎日放送）[1]
- おもしろサンデー（読売テレビ）
- はやおきワイド530（毎日放送）
- 「ワイドＡＢＣＤＥ～す」(朝日放送）
- 「おしゃれ工房」（ＮＨＫ）
- 「ちょっといい旅」（ＮＨＫ）
- など

### ラジオ
- POP STATION KISS（ラジオ大阪）- 火曜日出演[1]
- のぶりんのちょっとオールディーズ（MBSラジオ）- 1985年[1]
- ヤンタン ミュージックゾーン ザ・リクエスト（MBSラジオ）- 木曜日出演、1989年9月まで
- サウンズ・ウィズ・コーク（ABCラジオ）- 大沢誉志幸、鈴木雅之と共にメインパーソナリティ[1]
- 鏡宏一 ナイト・スクランブル（ABCラジオ）
- American Breeze（FM大阪）
- Wonderful Music Station Radio papa（FM大阪）- 火曜・木曜パーソナリティ[1]、1987年9月まで
- FM INFOMATION TIMES（FM大阪）- 1980年代～1991年3月
- 仁鶴のなんやかんや土曜日です（ABCラジオ）- 1988年4月～1989年3月
- チャチャラジオ（ラジオ関西、2002年4月 - 2004年9月）
など
（[5]）

### 雑誌
- 「週刊朝日」〜紀信の表紙博物館〜 1983[2]

https://shinoyama.net/salon/salon_asahi.html
- an an[2]